# Orplid Darmstadt
Der Orplid Darmstadt e. V. ist ein deutscher Familien-, Sport- und Naturisten-Verein mit Sitz in der hessischen Stadt Darmstadt. Er ist Mitglied im Deutschen Verband für Freikörperkultur.

## Abteilungen

### Volleyball

#### Männer
Spätestens zur Saison 1977/78 stieg die erste Volleyball-Mannschaft der Männer aus der Regionalliga in die 2. Bundesliga auf. Hier platzierte man sich auf dem zweiten Platz und verpasste den Aufstieg nur knapp. In den Folgejahren kam man nur sporadisch unter die Top-3. 1987 stieg die Mannschaft in die Regionalliga ab.
Seit 2013 spielt eine Männer-Mannschaft in der hessischen Oberliga.

### Frauen
Die erste Frauen-Mannschaft stieg zur Saison 1981/82 in die zweite Bundesliga auf, mit 16:20 Punkten kam man auf den siebten Platz. In der zweiten Saison gelang mit 26:10 Punkten der zweite Platz und damit der Aufstieg in die Bundesliga. In der Premierensaison 1983/84 wurde das Team mit 4:32 Punkten Letzter und stieg ab. Die Spielzeit 1984/85 schloss man mit 22:14 Punkten auf dem vierten Platz ab. Direkt nach der Runde 1985/86 wurde die Mannschaft mit 32:4 Punkten Zweitligameister und stieg somit auf. In der Folgesaison 1986/87 stieg man mit 0:36 am Tabellenende ab. 1991 folgte auch der Abstieg aus der zweithöchsten Spielklasse.
Heutzutage spielt die erste Frauenmannschaft in der Bezirksoberliga Süd.